# Erica comorensis
Erica comorensis är en ljungväxtart. Erica comorensis ingår i släktet klockljungssläktet, och familjen ljungväxter.

## Underarter
Arten delas in i följande underarter:
- E. c. anjurensis
- E. c. comorensis